# Luis Arcos Ferrand
Luis Arcos Ferrand (Montevideo, 11 de septiembre de 1891 - Montevideo, 31 de mayo de 1938) fue un profesor, abogado y escribano uruguayo.

## Biografía
Sus padres fueron Juan Vicente Arcos y María Luisa Ferrand. Realizó sus estudios secundarios y preparatorios en la Universidad de Montevideo y sus estudios superiores en la Facultad de Derecho y Ciencias Sociales, donde egresó como abogado en 1918. El 19 de febrero de 1921 obtuvo el título de escribano.
Dentro de la Facultad de Derecho, fue nombrado encargado de Derecho Administrativo (Servicios públicos descentralizados) el 6 de mayo de 1930, donde dictó cursos entre 1930 y 1931. Luego de la renuncia del encargado de la cátedra de Derecho Constitucional, Carlos Travieso, ocupó el 12 de febrero de 1932 ese cargo en forma interina, al cual se le confirmó la titularidad por el Consejo de la Facultad, el 11 de septiembre de 1934. Desempeñó dicho cargo hasta el año de su fallecimiento.
En el año 1925, en ocasión del centenario de la Cruzada Libertadora de los Treinta y Tres Orientales, el Concejo Departamental de Montevideo abrió un concurso literario en el cual Arcos obtuvo el primer premio con su obra "La cruzada de los Treinta y Tres", el cual fue publicado ese mismo año. Según Alfredo Castellanos, esta obra fue "uno de los mejores documentos en el tema, frecuentemente consultado por profesores y alumnos".
Además de esta obra de carácter histórico, publicó varios textos de carácter legal, como "Sobre no retroactividad de los decretos reglamentarios", "La Constitución Nacional", "Apuntes de Derecho Constitucional" y "La doctrina del movimiento de marzo y la Cátedra de Derecho Constitucional" en publicaciones uruguayas como “Revista de la Facultad de Derecho y Ciencias Sociales” y la "Revista de la Asociación Estudiantes de Abogacía".
Arcos Ferrand tuvo actividad política, siendo militante del Partido Nacional. Integró y participó activamente de la corriente de opinión que se vio plasmada en las elecciones del 30 de julio de 1916 en que fue elegida la Convención Nacional Constituyente, la cual tuvo a su cargo la reforma de la constitución de 1830, vigente hasta ese momento.
E1 24 de marzo de 1938 fue designado Decano de la Facultad de Derecho en forma unánime, asumiendo el cargo el 3 de mayo de ese año. No obstante, solo pudo ejercerlo menos de un mes, ya que falleció el día 31 de ese mismo mes.
Una calle en la ciudad de Montevideo lleva su nombre.

## Obra
- La cruzada de los Treinta y Tres (Imprenta Nacional Colorada, 1925)
- La cruzada de los Treinta y Tres (reedición, con prólogo de Elisa Silva Cazet. 1976)